# Parque de fósseis

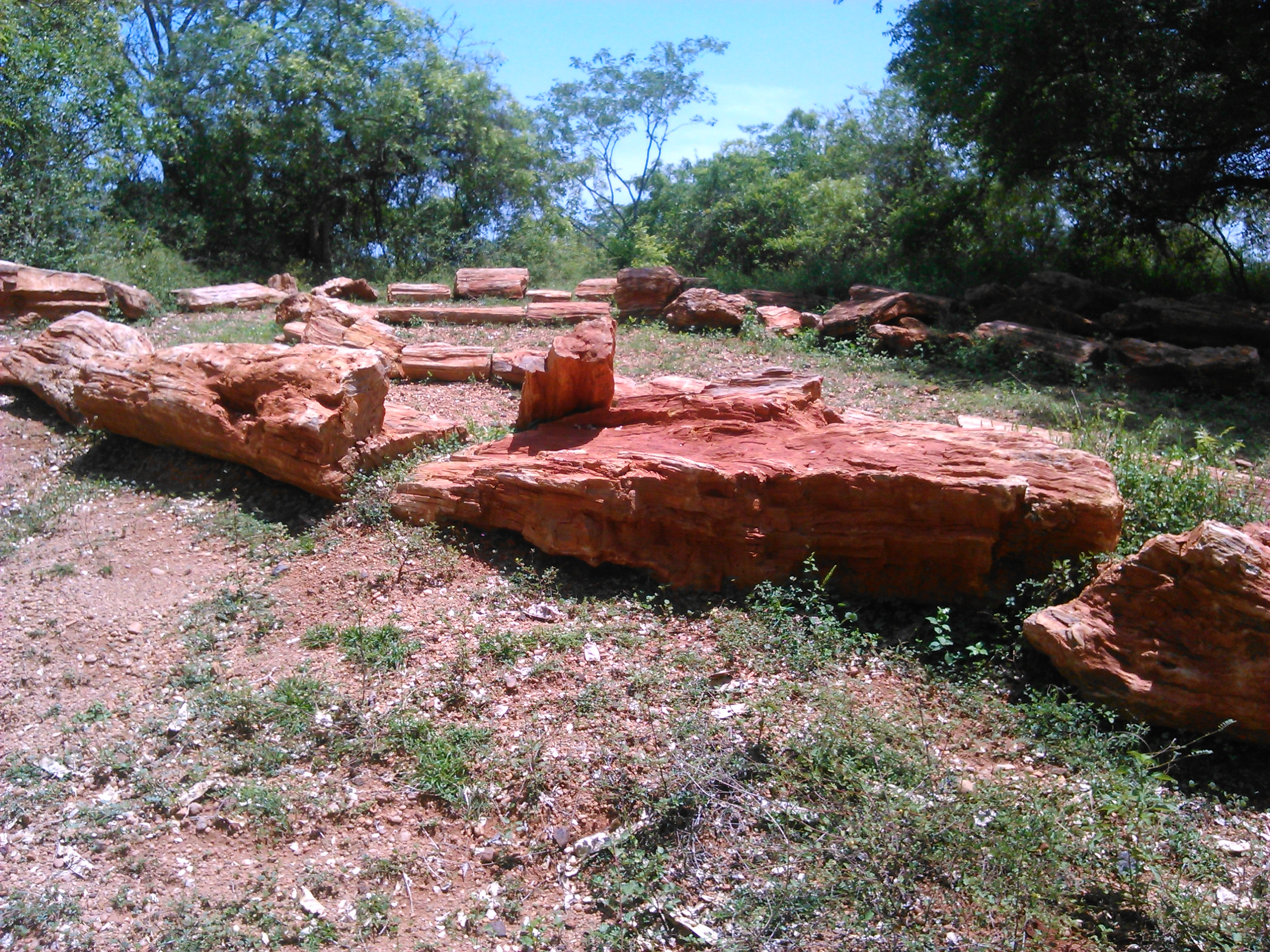
Parques de fósseis se caracterizam por um rico patrimônio fóssil.

Um parque de fósseis é um tipo de área protegida que apresenta ricos depósitos de fósseis. Existem muitos parques de fósseis em todo o mundo, que além de proteger o patrimônio arqueológico e a biodiversidade locais, também contribuem de maneira importante para a educação ambiental da sociedade.
Enquanto os regimes de gestão desses espaços é variável, podendo ir desde a preservação até a conservação, incluindo a possibilidade de coleta de pequenos fósseis pelos visitantes, alguns dos mais importantes parques de fósseis do mundo têm sido incorporados à Lista de sítios do Patrimônio Mundial da UNESCO.